# Bernhard Cormann
Bernhard Cormann (* 6. Dezember 1782 in Borghorst; † 25. November 1837 ebenda) war  von 1817 bis 1837 Landrat des Kreises Steinfurt.

## Leben
Bernhard Cormann wurde als Sohn der Eheleute Franz Caspar Cormann und Bernhardine Reismann geboren. Nach dem Abitur studierte Bernhard Cormann an der Universität Göttingen Rechtswissenschaften und trat am 13. Mai 1807 in den Staatsdienst ein. Zunächst versah er seinen Dienst als Steuerempfänger (Steuereinzieher) in den Bezirken Borghorst und Steinfurt. Im Mai 1809 wurde er großherzoglicher und  französischer Maire und im November 1813 zum Bürgermeister der Stadt Borghorst ernannt.
Die Bezirksregierung Münster ernannte ihn am 9. August 1813 unter dem Vorbehalt der Zustimmung durch die  Regierung  zum landrätlichen Kommissar. Die ministerielle Zustimmung wurde am 20. Januar 1817 erteilt, so dass er am 9. Juni 1827 definitiv unter Dispensation von der Prüfung zum Landrat des Kreises Steinfurt ernannt wurde.
Er war mit Maria Elisabeth Moll verheiratet.